# Квинт Аврелий Меммий Симмах
Квинт Аврелий Меммий Симмах Юниор (лат. Quintus Aurelius Memmius Symmachus; умер в 525 или 526) — римский государственный деятель, политик и историк.

## Биография
Происходил из влиятельного рода Аврелиев Симмахов. Сын Квинта Аврелия Симмаха, консула 446 года. Являлся одним из самых богатых сенаторов Рима, что позволило ему собрать большую библиотеку. Служил Одоакру и остготам во главе с Теодорихом Великим. С 476 до 491 года занимал должность городского префекта Рима. Одновременно принимал активное участие в деятельности сената. По распоряжению Симмаха был восстановлен Театр Помпея. В 485 году был консулом (вместе с Теодорихом Великим). После смерти отца Боэция взял Северина под свою опеку, предоставил ему возможности для всестороннего образования (на иллюстрации — Боэций вручает Симмаху с благодарностью свой первый труд, «Основы арифметики»); позднее выдал за него свою дочь Рустициану.
В 498 году поддерживал папу римского Симмаха в противостоянии с антипапой Лаврентием. В 510 году получил сан патриция. В том же году стал председателем сената. Вскоре посетил Константинополь в составе посольства ко двору византийского императора. В 525 или 526 году был обвинён в заговоре в пользу императора Юстина I, отправлен в тюрьму, где умер от голода, или был казнён. Это было связано с напряжёнными отношениями между государством остготов и византийцами, которые продолжались с 519 года.

## Творчество
Был автором «Римской истории» в семи книгах. Её фрагменты использовал Иордан в труде «Гетика». Также Симмах был автором комментария к труду Макробия на «Сон Сципиона».

## Семья
- Рустициана, жена Боэция
- Галла
- Проба